# Dorfkirche Wettaburg

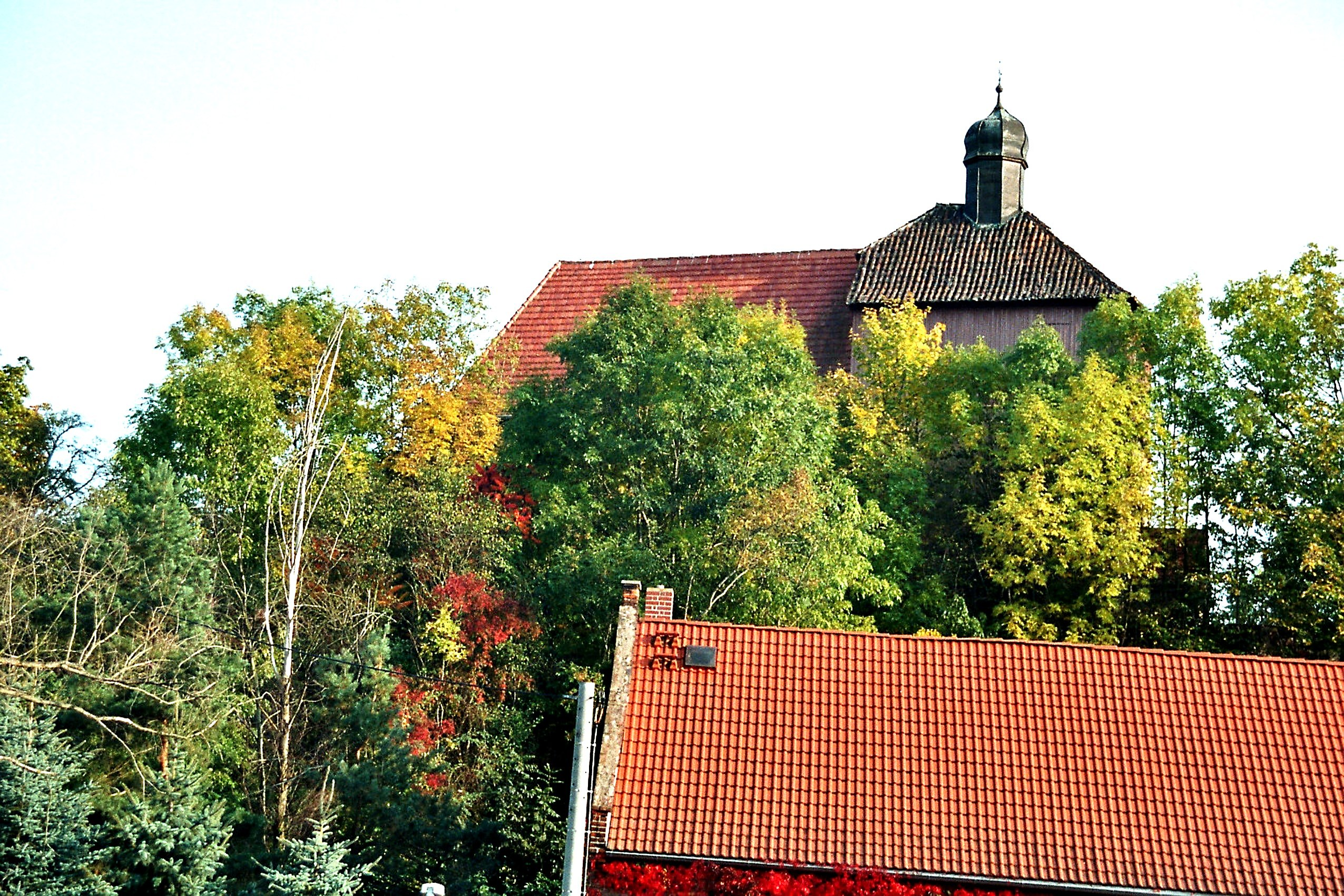
Blick zur Kirche in Wettaburg

Die evangelische Dorfkirche  Wettaburg befindet sich in Wettaburg, einem Ortsteil der Stadt Naumburg (Saale) im Burgenlandkreis in Sachsen-Anhalt. Sie steht unter Denkmalschutz und ist mit der Erfassungsnummer 094 83638 im Denkmalverzeichnis des Landes registriert.

## Beschreibung

### Gebäude
Der Rechteckbau befindet sich auf einer Anhöhe im Ort und ist von einem ummauerten Friedhof umgeben. Über dem Westteil des Bauwerks befindet sich ein turmartiger, quadratischer Fachwerkaufbau. Von der ursprünglich romanischen Anlage stammen vermutlich noch Teile der Nordwand des Chors und ein Triumphbogen über Kämpfern mit spätromanischen Profilen. Die östliche Hälfte des Gebäudes stammt vermutlich aus der ersten Hälfte des 16. Jahrhunderts. Darauf lassen die Form der Fenster sowie der geschnitzte Dachrähm schließen. Die Verlängerung der Kirche nach Westen und der turmartige Teil stammen dagegen aus der Mitte des 18. Jahrhunderts. In dieser Zeit wurde auch die Innenausstattung errichtet. Diese erfuhr jedoch im Jahr 1832 eine klassizistische Veränderung. In den Jahren 1992 bis 1994 wurde die Kirche renoviert.

### Innenraum und Ausstattung
In Chor und Schiff befinden sich Felderdecken. Die Hufeisenempore ist an der Nordseite doppelgeschossig und schwingt im Westteil vor. Sie ist teilweise mit Akanthusranken bemalt.
Im oberen Teil des hölzernen Kanzelaltars mit Akanthuswangen und seitlichen Durchgängen ist das Auge Gottes, unter dem Korb ein Abendmahlgemälde zu sehen. Beiderseits des Kanzelaltars befinden sich Herrschaftsstände.
Die Orgel datiert laut Inschrift auf das Jahr 1756. In der Kirche befindet sich eine schlichte Holztaufe.